# 藤原健介
藤原 健介（ふじわら けんすけ、2003年12月21日 - ）は静岡県出身のプロサッカー選手。栃木SC所属。ポジションはMF。

## 来歴
ジュビロ磐田のアカデミー出身。U-18チームに所属していた2021年6月9日、天皇杯2回戦の北海道十勝スカイアース戦で途中出場し、トップチームデビューを飾った。延長戦までもつれた4回戦のヴェルスパ大分戦では決勝ゴールをアシストし、1-0での勝利に貢献した。10月15日、2022年シーズンからのトップチーム昇格内定が発表された。
2022年11月5日、J1リーグ第34節の京都サンガF.C.戦でJリーグデビューを果たした。
2023年3月25日、ルヴァンカップの北海道コンサドーレ札幌戦でプロ初ゴールを決めた。
2024年はJ1リーグ戦9試合、YBCルヴァンカップ、天皇杯各1試合に出場していたが、6月17日、J3・ギラヴァンツ北九州に育成型期限付き移籍。移籍後初出場となった第18節アウェー金沢戦から最終節まで、警告累積により出場停止となった第28節アウェー大宮戦以外の20試合に出場、シーズン途中加入ながらアシストはチーム最多の5、得点はチーム3位の4を記録した。
2025年度は磐田に復帰したものの、開幕からリーグ戦、カップ戦ともに出場はなく、4月18日、J3・栃木SCへ育成型期限付き移籍することが発表された。同月27日、天皇杯栃木県予選を兼ねた栃木県サッカー選手権大会準決勝対ヴェルフェ矢板戦で移籍後初の公式戦出場、J3リーグ戦では5月3日、奇しくも前年途中から所属していた北九州とのアウェー戦が初となった。

## 所属クラブ
- バディFC（磐田市立磐田中部小学校）
- 2016年 - 2018年 ジュビロ磐田U-15
- 2019年 - 2021年 ジュビロ磐田U-18
- 2022年 -  ジュビロ磐田
  - 2024年6月 - 同年12月  ギラヴァンツ北九州（育成型期限付き移籍）
  - 2025年4月 -  栃木SC （育成型期限付き移籍）

## 個人成績
| 国内大会個人成績 | 国内大会個人成績 | 国内大会個人成績 | 国内大会個人成績 | 国内大会個人成績 | 国内大会個人成績 | 国内大会個人成績 | 国内大会個人成績 | 国内大会個人成績 | 国内大会個人成績 | 国内大会個人成績 | 国内大会個人成績 |
| 年度             | クラブ           | 背番号           | リーグ           | リーグ戦         | リーグ戦         | リーグ杯         | リーグ杯         | オープン杯       | オープン杯       | 期間通算         | 期間通算         |
| 年度             | クラブ           | 背番号           | リーグ           | 出場             | 得点             | 出場             | 得点             | 出場             | 得点             | 出場             | 得点             |
| 日本             | 日本             | 日本             | 日本             | リーグ戦         | リーグ戦         | リーグ杯         | リーグ杯         | 天皇杯           | 天皇杯           | 期間通算         | 期間通算         |
| ---------------- | ---------------- | ---------------- | ---------------- | ---------------- | ---------------- | ---------------- | ---------------- | ---------------- | ---------------- | ---------------- | ---------------- |
| 2021             | 磐田             | 42               | J2               | -                | -                | -                | -                | 3                | 0                | 3                | 0                |
| 2022             | 磐田             | 38               | J1               | 1                | 0                | 2                | 0                | 2                | 0                | 5                | 0                |
| 2023             | 磐田             | 38               | J2               | 8                | 1                | 6                | 1                | 0                | 0                | 14               | 2                |
| 2024             | 磐田             | 77               | J1               | 9                | 0                | 1                | 0                | 1                | 0                | 11               | 0                |
| 2024             | 北九州           | 6                | J3               | 20               | 4                | -                | -                | -                | -                | 20               | 4                |
| 2025             | 磐田             | 77               | J2               | 0                | 0                | 0                | 0                | -                | -                | 0                | 0                |
| 2025             | 栃木SC           | 77               | J3               |                  |                  | -                | -                |                  |                  |                  |                  |
| 通算             | 日本             | 日本             | J1               | 10               | 0                | 3                | 0                | 3                | 0                | 16               | 0                |
| 通算             | 日本             | 日本             | J2               | 8                | 1                | 6                | 1                | 3                | 0                | 17               | 2                |
| 通算             | 日本             | 日本             | J3               | 20               | 4                | 0                | 0                | 0                | 0                | 20               | 4                |
| 総通算           | 総通算           | 総通算           | 総通算           | 38               | 5                | 9                | 1                | 6                | 0                | 53               | 6                |

## 代表歴
- 2022年 U-19日本代表